# Caleb J. Anderson
Caleb Johan Anderson, född 31 oktober 1910 i Borås, död 26 juni 1996 i Hägerstens församling i Stockholm, var en svensk journalist, översättare och politiker (socialdemokrat). 
Anderson studerade vid Stockholms högskola 1934–1937 och var medarbetare i Vi från 1937, i Sia (Skogsindustriarbetaren) från 1953 och i Aftonbladet från 1957. Han var en viktig rådgivare och talskrivare till Olof Palme, främst inom utrikespolitiken där han var en skarp kritiker av USA:s krig i Vietnam.
Caleb J. Anderson var även verksam som översättare från tyska och engelska. 1942 medverkade han med översättningar av nazistiska poeter i tidskriften Sverige-Tyskland.

### Översättningar
- Geoffrey Household: Attentat mot diktator (Rogue Male) (övers. tillsammans med Karl Vennberg, Hökerberg, 1943)
- Franz Kafka: Den sanningssökande hunden och Förvandlingen (Forschungen eines Hundes och Die Verwandlung) (övers. tillsammans med Karl Vennberg, Forum, 1945)
- T. S. Eliot: Släktmötet (The Family Reunion) (övers. tillsammans med Karl Vennberg, Bonnier, 1948)
- Joseph von Eichendorff: Ur en dagdrivares levnad, Slottet Durande (Aus dem Leben eines Taugenichts och Das Schloss Dürande) (Tiden, 1951)